# Universitat d'Otago
La Universitat d'Otago (University of Otago en anglès, Te Whare Wānanga o Otāgo en maori) és una universitat neozelandesa situada a la ciutat de Dunedin, a la regió d'Otago. Fundada el 1869, és la universitat més antiga del país, i la segona millor. Entre 1874 i 1961, la Universitat va formar part de la Universitat de Nova Zelanda. Durant el 2011 va tenir més de 21.000 alumnes matriculats.
Compta amb quatre divisions acadèmiques: Humanitats, Ciències de la Salut, Ciències i Escola de Negocis.

## Alumni
Categoria principal: Alumnes de la Universitat d'Otago
Entre els seus exalumnes hi trobem els polítics Cam Calder, David Clark, Bill English, Paul Foster-Bell, Nikki Kaye i Grant Robertson, entre d'altres.